# Ryszard Horżaniecki
Ryszard Piotr Horżaniecki (ur. 21 marca 1964 r. w Strzelinie) – polski nauczyciel, ekonomista, informatyk; samorządowiec, radny, burmistrz miasta i gminy Strzelin w latach 1998-2002.

## Biografia
Urodził się w 1964 roku w Strzelinie. Tam też kolejno ukończył szkołę podstawową oraz Liceum Ogólnokształcące im. Marii Curie-Skłodowskiej, gdzie pomyślnie zdał w 1982 roku egzamin maturalny. Następnie podjął studia na Akademii Rolniczej we Wrocławiu na kierunku ekonomika rolnictwa. Na uczelni tej uzyskał kolejno tytuły inżyniera i magistra w 1987 roku. Bezpośrednio po ukończeniu studiów podjął pracę jako nauczyciel ekonomiki w Zespole Szkół Rolniczych w Ludowie Polskim. W 1995 roku w wyniku zorganizowanego konkursu objął stanowisko dyrektora tej placówki. W tym czasie udało mu się m.in. utworzyć pierwszą w województwie wrocławskim klasę 5-letniego Liceum Agrobiznesu oraz klub jeździecki w szkolnym gospodarstwie. Funkcję dyrektora pełnił do 1998 roku.
W latach 90. XX wieku zaangażował się w działalność samorządową. W 1998 roku Rada Miejska w Strzelinie wybrała go na funkcję burmistrza Miasta i Gminy Strzelin, którą sprawował do końca kadencji w 2002 roku. Startował w pierwszych bezpośrednich wyborach na urząd burmistrza, przegrywając w II turze z Jerzym Matusiakiem stosunkiem 48,01% do 51,99% głosów. Otrzymał jednak mandat radnego IV kadencji z ramienia własnego komitetu wyborczego - Forum Samorządowe Strzelin 2000.
W 2003 roku został powołany ponownie na stanowisko dyrektora Zespołu Szkół Ponadgimnazjalnych nr 2 (do 2002 r. Zespół Szkół Rolniczych) rozpoczął kształcenie uczniów w trybie wieczorowym i zaocznym, powstały również nowe kierunki kształcenia w systemie dziennym. Przeprowadzono gruntowną modernizację placówki: utworzono 2 sale komputerowe, odnowiono i doposażono w meble i pomoce dydaktyczne gabinety, wyremontowano pokoje wychowanków w internacie. W 2006 roku przy szkole utworzono Powiatowe Centrum Edukacji Ekologicznej. Dodatkowo w latach 2007-2011 studiował zaocznie informatykę we wrocławskiej Wyższej Szkole Informatyki i Zarządzania "Copernicus". Funkcję dyrektora Centrum Kształcenia Zawodowego i Ustawicznego w Ludowie Polskim (obecna nazwa ZSP nr 2) sprawował do 2008 roku oraz w latach 2011-2014, pozostając zatrudnionym na stanowisku nauczyciela informatyki
W 2006 roku ponownie ubiegał się bezskutecznie o stanowisko burmistrza Strzelina z ramienia Komitet Wyborczego Wyborców Forum Obywatelskie - Strzelin 2000. Udało mu się jednak zachować mandat radnego miasta i gminy, tak samo jak i cztery lata później w 2010 roku. W 2014 roku bezskutecznie ubiegał się o wybór na radnego Rady Powiatu Strzelińskiego z KW Forum Samorządowe w Strzelinie. 